# Йейнболл, Абрахам Виллем Теодор
Абрахам Виллем Теодор Йейнболл  (нидерл. Abraham Wilhelm Theodorus Juynboll; 1834—1887) — нидерландский востоковед, сын Виллема Теодора Яна Йейнболла и отец Виллема Теодора Йейнболла.

## Биография
Родился в 1834 в семье учёного-востоковеда Яна Йейнболла. Следуя по стопам отца, он увлёкся востоковедением, а после его смерти почти двадцать лет возглавлял кафедру восточных языков Лейденского университета. Он перевёл и опубликовал множество произведений. Основными из них являются «Китаб аль-Бульдан» аль-Якуби (Лейден, 1861), «Китаб ат-Танбих фи фикх аш-Шафииййа» Абу Исхака аш-Ширази (Лейден, 1879) и некоторые разделы из «Хуллят ас-сийара» Ибн аль-Аббара (Мюнхен, 1886–1887). Он также участвовал в подготовке каталога арабских рукописей Лейденского университета, который был опубликован после его смерти. Умер в 1887 году.